# Girolamo Muziano
Girolamo Muziano (Acquafredda, cerca de Brescia, h. 1528/1532–Roma, 1592) es un pintor italiano del manierismo.
Al igual que Battista Franco, Muziano es uno de los pintores del área veneciana que se instalaron en la Roma del siglo XVI y que se integraron en la corriente manierista, frontalmente opuesta a la dominante en Venecia.

## Vida y obra
Girolamo Muziano nace en Acquafredda, cerca de Brescia, en una fecha no conocida con precisión pero que fuentes indirectas sitúan hacia 1528-1532. Tras una formación inicial en la tradición local, en los años 1544-1546 estudia en Padua, donde hubo de conocer el arte de Lambert Sustris, y luego pasa a Venecia, donde permanecerá hasta 1549.

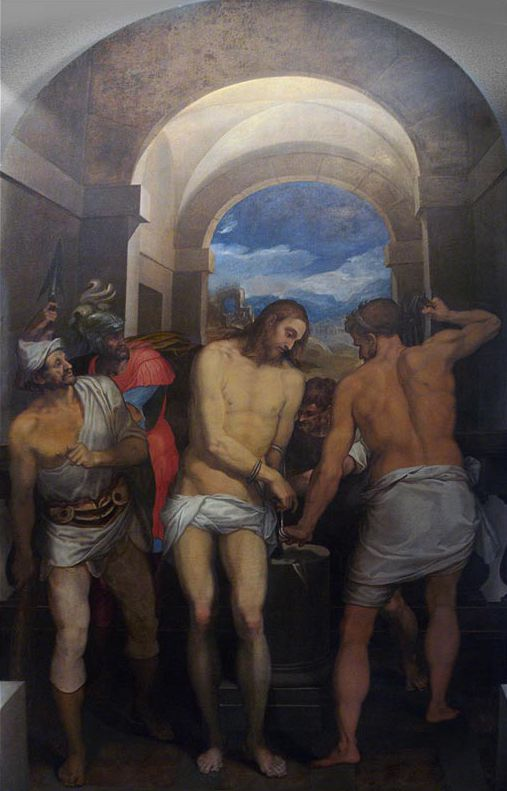
Flagelación de Cristo, cuadro de Muziano conservado en Orvieto.

Muziano se forma con Romanino, seguidor de Tiziano. Su estilo juvenil encaja en la tradición veneciana, que da prioridad a un colorido rico, aplicado con pinceladas sueltas, en detrimento del dibujo. Sin embargo, cuando se instale en Roma, Muziano deberá adaptarse al gusto local, diametralmente opuesto.

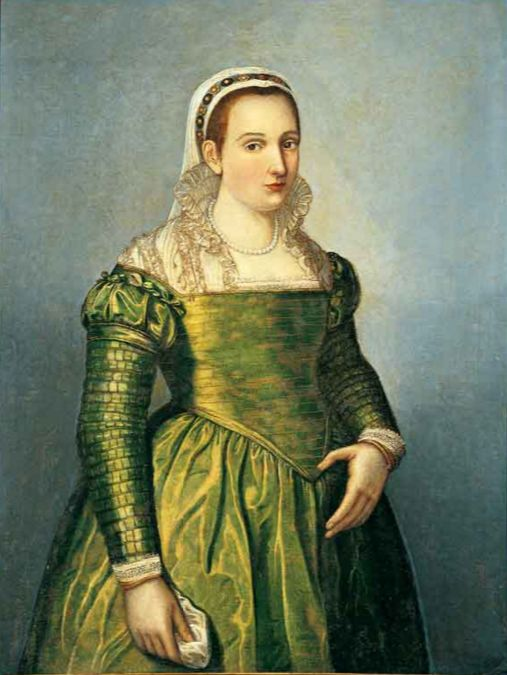
Retrato de Vittoria Colonna pintado por Muziano (Palacio Colonna, Roma).

La fama de Muziano despunta nada más llegar a la Ciudad Eterna, hacia 1550. Se le llama entonces «Il Giovan dei paesi», por su especialización en el paisaje. Ejemplo de ello es el fondo que pinta en La Resurrección, retablo de Battista Franco, en 1550 y 1551 (Capilla Gabrieli de la iglesia de Santa Maria sopra Minerva). Se trata de un paisaje rústico, inspirado en Tiziano y aplicado con pinceladas rítmicas que recuerdan a Tintoretto. En la misma capilla romana, Muziano pinta unas pilastras al fresco con figuras de profetas, derivadas de Miguel Ángel.
Precisamente Miguel Ángel se convertirá en nuevo referente de Muziano. De acuerdo al gusto local, marcado por el legado del gran genio, Muziano trabaja un dibujo apurado y formas plasmadas con detalle. Hacia 1554-55 pinta al fresco en la iglesia romana de Santa Caterina della Rota más profetas y un Sueño de José. En este último mural, la figura del ángel delata la influencia de Taddeo Zuccaro y Pellegrino Tibaldi, aunque Muziano opta por un clasicismo más sobrio. El paisaje que pintó en dicha escena, de estilo tizianesco, no hubo de ser muy apreciado, ya que Muziano reducirá la presencia de este elemento en sus pinturas religiosas posteriores. Incluso tendrá que captar encargos fuera de Roma, en Orvieto, Loreto y Foligno. En el Duomo de esta última localidad pintó en 1559 un mural de Santa Isabel visitando a los enfermos, que resultó destruido pero del que subsiste como testimonio un grabado de Nicolas Béatrizet.
Más éxito deparó a Muziano su Resurrección de Lázaro (h. 1555; Museos Vaticanos), que llevó a Miguel Ángel a decir que su autor estaba «entre los primeros artistas de esta época». En esta obra, acaso la suya más renombrada, Muziano hace gala de su habilidad en la representación de figuras enjutas y de aspecto enfermizo. También se comentaba de él su interés por los atavíos exóticos y de tipo militar. 
Nombrado superintendente de la Santa Sede, Muziano recibe numerosos encargos del papa Gregorio XIII y diseña mosaicos, con los que logra sorprendentes calidades pictóricas. Se pueden mencionar los de la Cappella Gregoriana de la basílica de San Pedro.
Muziano amasó una respetable fortuna gracias a su reconocida productividad. Su afán por el trabajo le llevó en una ocasión, según se contaba, a afeitarse la cabeza para empeorar su aspecto y no poder salir a la calle (en aquella época, el pelo rapado se asociaba a enfermedades contagiosas). Destinó parte de sus recursos a costear la fundación de la Academia de San Luca de Roma. 
Fue uno de los artistas barajados para la decoración del monasterio de El Escorial; un intermediario de Felipe II le menciona como el mejor en activo en Roma, aunque finalmente el rey tuvo que optar por otros pintores.
Girolamo Muziano murió en Roma en 1592, y fue enterrado en Santa Maria Maggiore.
Numerosas obras suyas se conservan en iglesias y palacios romanos. Se pueden mencionar: San Jerónimo pregonando en el desierto (Santa Maria degli Angeli), La Circuncisión (Iglesia del Gesù), La Ascensión (iglesia de Araceli)… 
En la catedral de Reims se guarda un Lavatorio, y también pintó unos frescos en la Villa de Este, en Tívoli.
El Museo Cerralbo de Madrid alberga un lienzo suyo de gran formato, San Agustín y Santa Mónica, mientras que en el monasterio de El Escorial se conservan la Resurrección de la hija de Jairo y un álbum de dibujos de los relieves de la Columna Trajana.